# Fingalshöhle bei Obernzenn

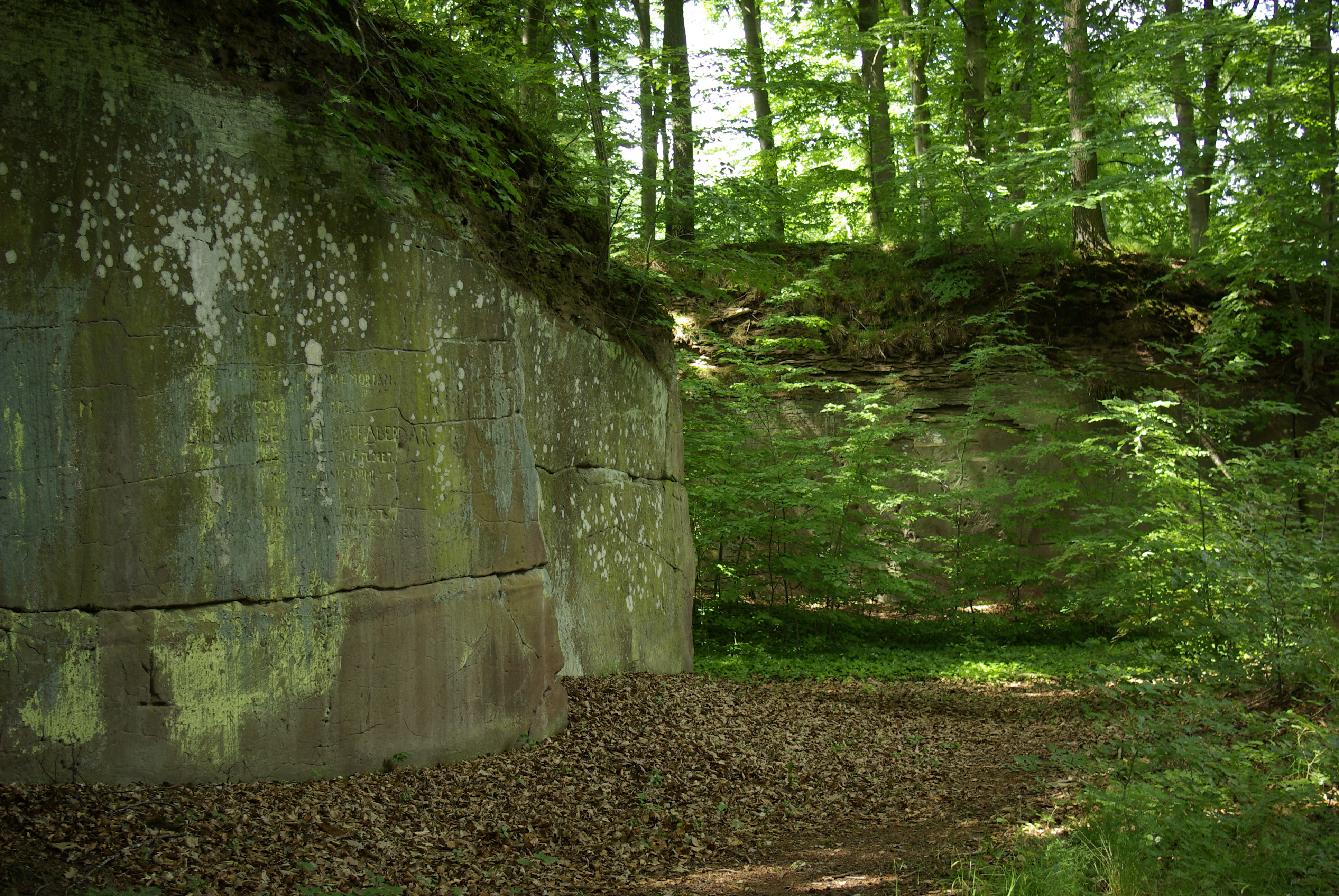
Steinbruchwände der Fingalshöhle, 2014

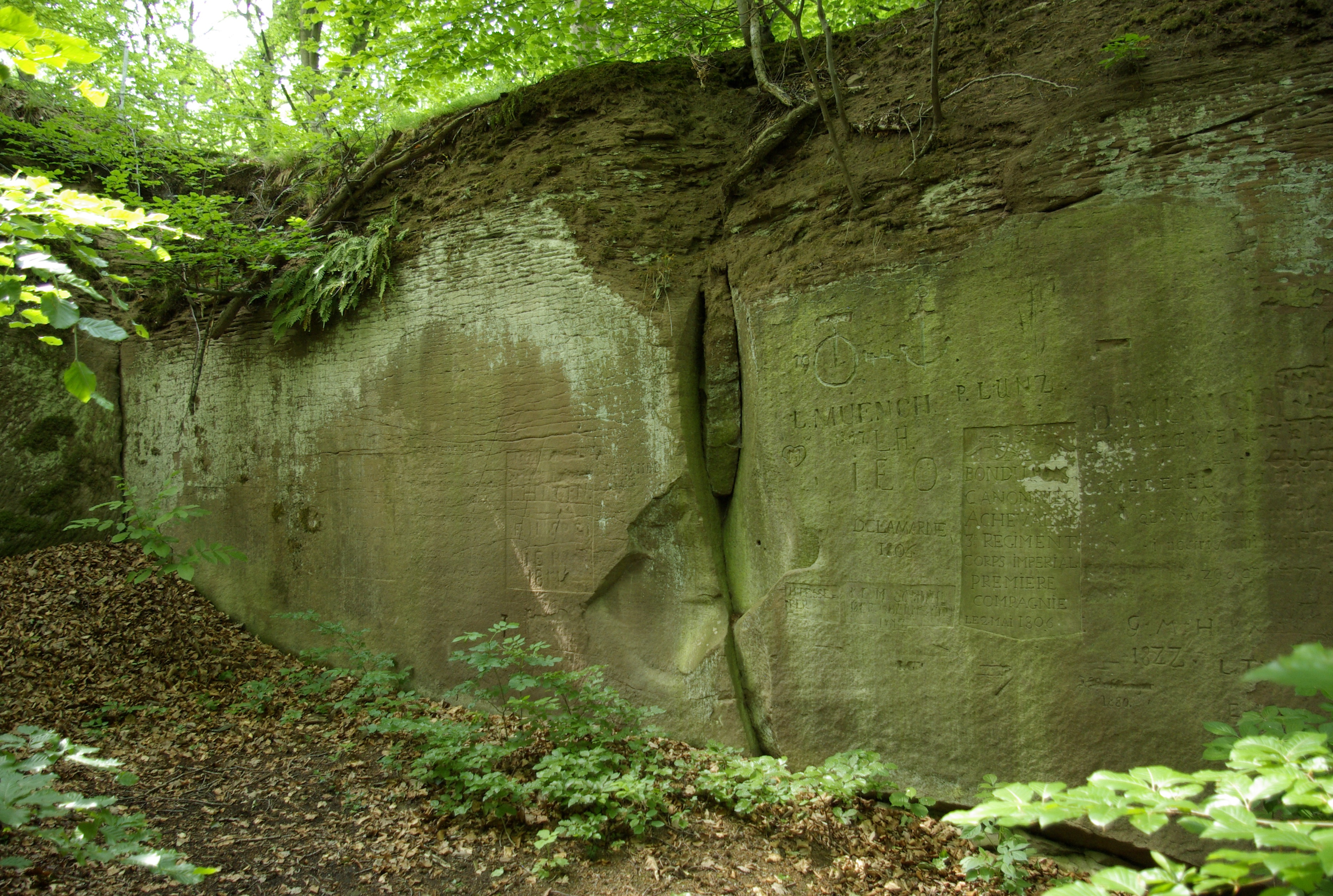
Steinbruchwand der Fingalshöhle, 2014

Die sogenannte Fingalshöhle in Illesheim (Mittelfranken, Bayern) ist ein aufgelassener Sandsteinbruch. Sie befindet sich in einem Waldstück in der Nähe der Verbindungsstraße zwischen Obernzenn und Sontheim.

## Geschichte
Der rote Schilfsandstein des Steinbruchs wurde für zahlreiche Bauwerke bis ins Aischtal hinein genutzt. Unter anderem wurde auch die Stadtbefestigung von Bad Windsheim aus diesem Stein errichtet.
Nachdem an dieser Stelle kein Sandstein mehr abgebaut wurde, diente der Geländeeinschnitt während des Dreißigjährigen Krieges und der Napoleonischen Feldzüge der Bevölkerung als Versteck oder dem Militär als Feldlager. Außerdem entwickelte sich der wildromantische Ort zum beliebten Ausflugsort der Gesellschaft des 18. und 19. Jahrhunderts, insbesondere der Bewohner der Obernzenner Schlösser und ihrer Gäste. Zahlreiche in die bis zu fünf Meter hohen Steinwände geritzte Inschriften erinnern an einstige Besucher und Ereignisse.
Neben den deutschsprachigen Inschriften sind auch einige in französischer Sprache erhalten. Eine davon bezieht sich auf den Amerikanischen Unabhängigkeitskrieg in den Jahren 1776 bis 1783. Die Gedenkinschrift für Hauptmann von Erckert, der 1777 in Amerika fiel, stammt wahrscheinlich von Adam Erckert. Hauptmann von Erckert führte eine Kompanie der Subsidientruppen des Markgrafen Alexander von Ansbach. Die Inschrift eines französischen Kanoniers aus dem Jahr 1806 entstand hingegen, als Obernzenn mehrere Monate kaiserlich-französisches Standquartier war.
An die Gesellschaften des 18. und 19. Jahrhunderts erinnern in den Sandstein geritzte Namen wie Seckendorff, Rotenhan, Guttenberg oder Truchseß.

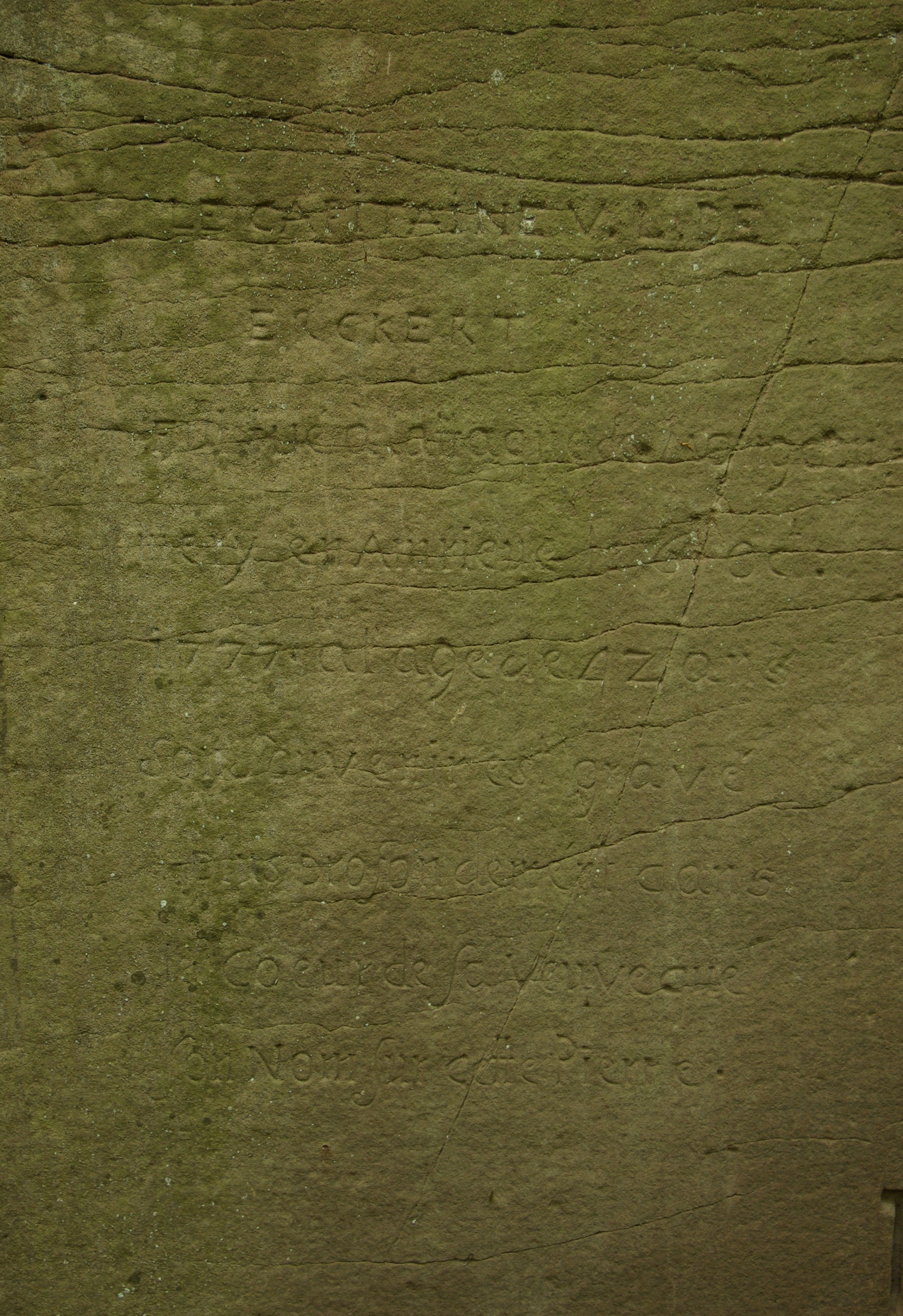
Gedenkinschrift für Hauptmann von Erckert, der 1777 fiel
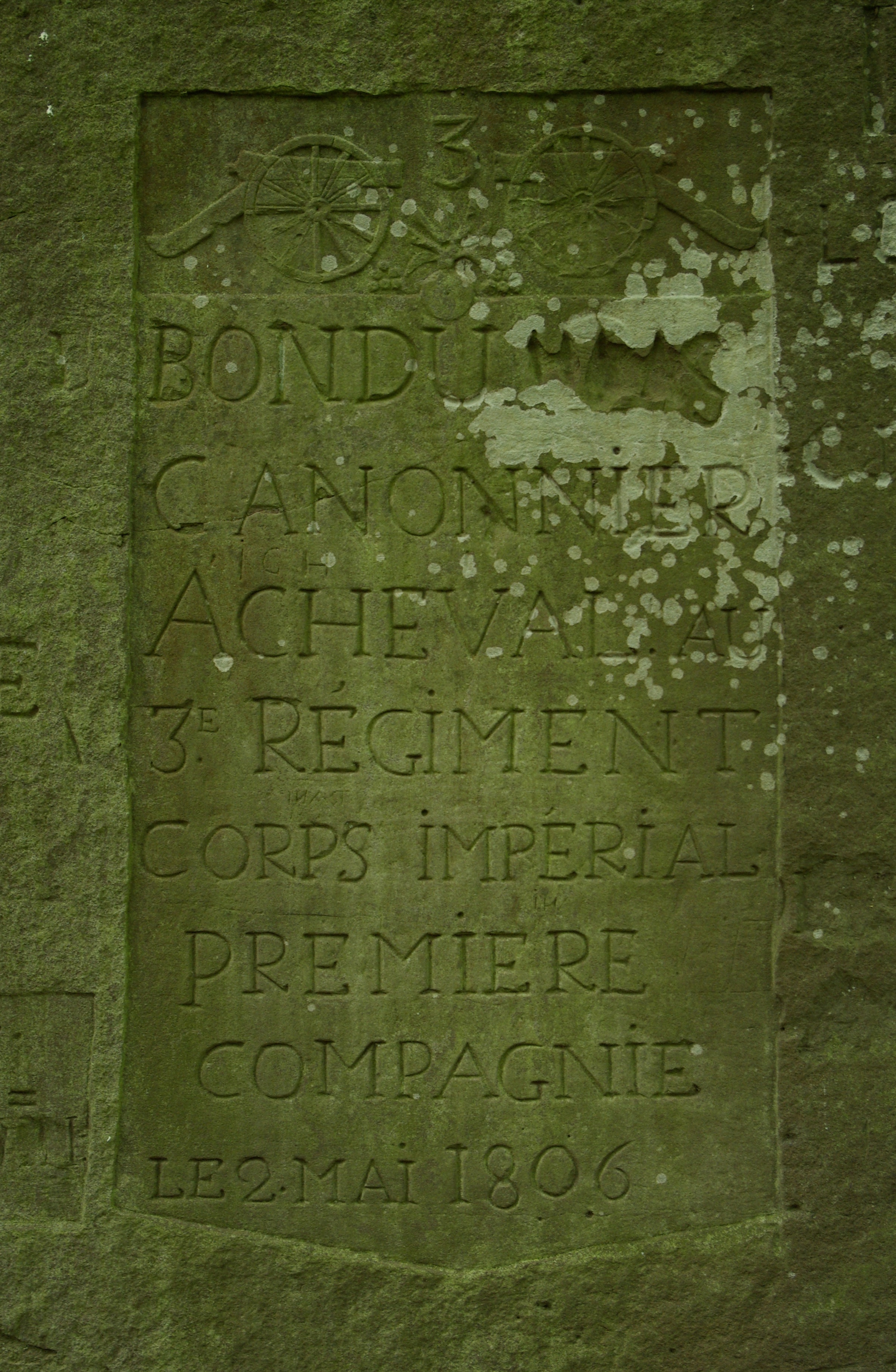
Inschrift eines französischen Kanoniers aus dem Jahr 1806
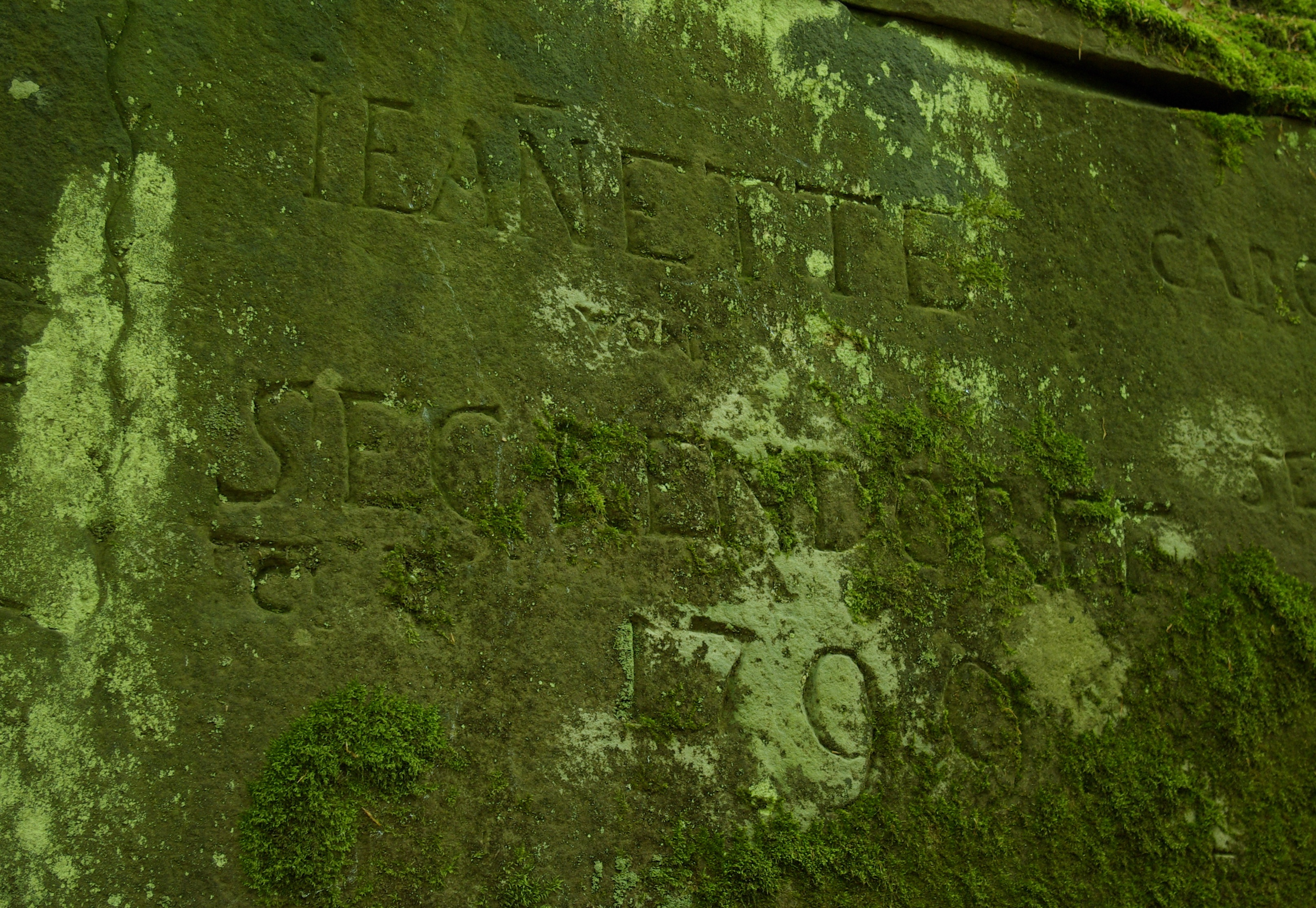
Inschrift aus dem Jahr 1799
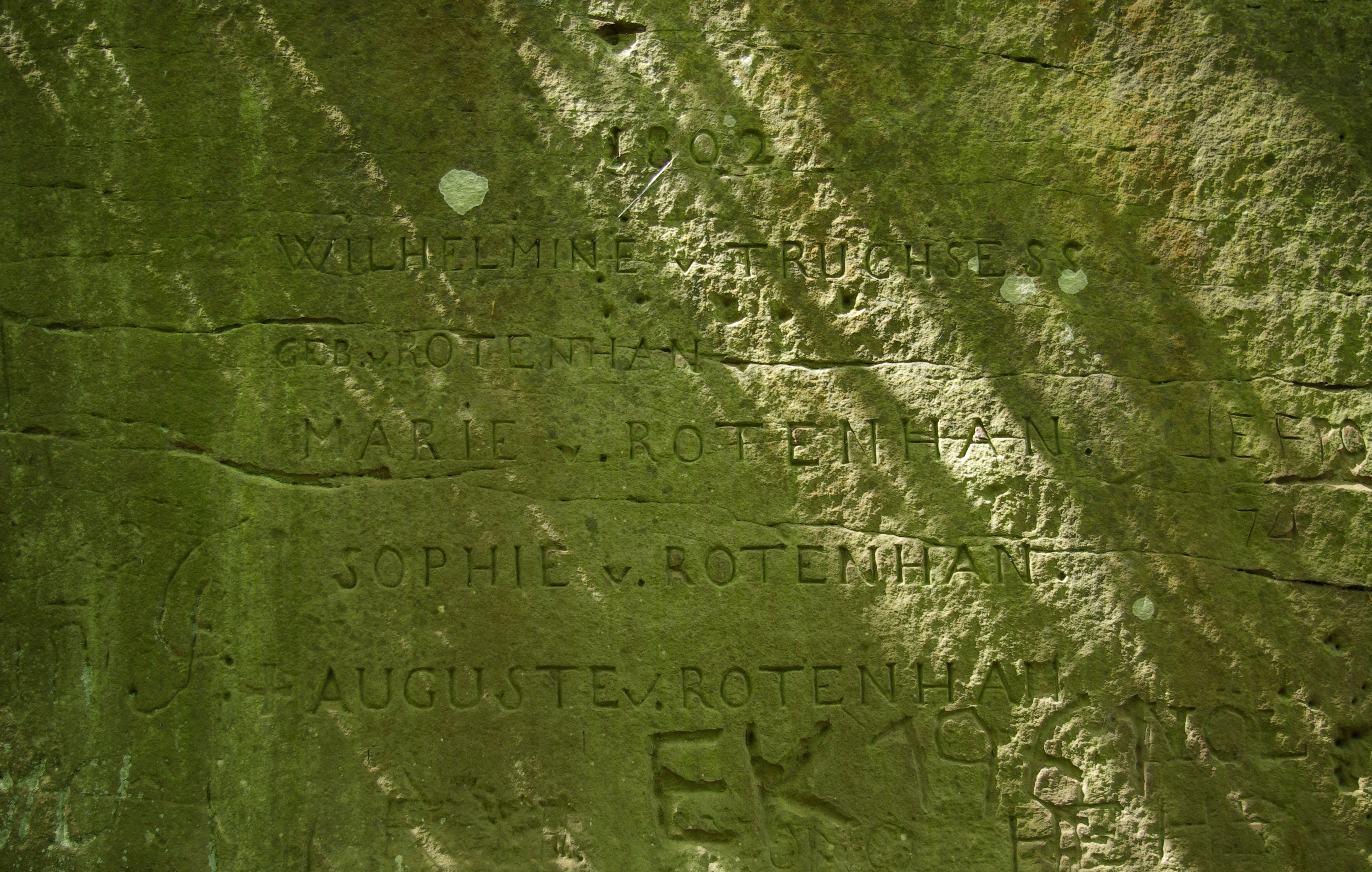
Inschrift aus dem Jahr 1802

Die Fingalshöhle ist in der Illesheimer Baudenkmalliste eingetragen und vom Bayerischen Landesamt für Umwelt als besonders wertvolles Geotop (Geotop-Nummer: 575G001) ausgewiesen.

## Name
Die Bezeichnung als Höhle ist irreführend. Es existierte allerdings ein inzwischen eingestürzter und verschütteter Felsenkeller, der wohl zu der Namensgebung beigetragen hat. Fingal ist in der schottischen Ossiandichtung aus dem Jahr 1762 der Vater Ossians. Diese Dichtung war zeitweise in Europa sehr beliebt und führte offenbar zur Namensgebung für die Fingalshöhle.